# De Kooi (Gorinchem)
De Kooi is een buurtschap in de gemeente Gorinchem, in de Nederlandse provincie Zuid-Holland. De buurtschap ligt in het noorden van de gemeente in de polder Kort Scheiwijk. De Kooi is over de weg alleen via de gemeente Molenlanden te bereiken.
Gorinchem · Dalem · De Kooi

Zuid-Holland · Steden en dorpen